# イワクラゴールデンホーム
イワクラゴールデンホーム株式会社は、愛知県名古屋市港区に本社を置く日本の不動産会社。北海道を中心に知名度を誇るイワクラグループの一員。
建売住宅、注文住宅、マンション事業等を手掛ける。

## 沿革
- 1959年（昭和34年）1月1日 - 日本ハードボード工業住宅事業部として発足[1]。
- 1969年（昭和44年）8月8日 - ゴールデンハウス株式会社が設立。伊藤忠商事を中心に日本ハードボードと中村合板の出資による[1]。
- 1972年（昭和47年） - 北海道の岩倉組が経営権を譲り受ける[1]。
- 1973年（昭和48年） - イワクラゴールデンホーム株式会社に商号を変更[1]。
- 2019年（平成30年） - 創立50周年を迎えた。

## 事業所
- 本社（愛知県名古屋市港区）
- 名古屋東営業所（愛知県尾張旭市）
- 春日井営業所（愛知県春日井市）

## グループ子会社
- 株式会社アイライフ　(注文住宅・流通・等)

## 関連会社
- 株式会社イワクラ
- 岩倉建設株式会社
- 岩倉商事株式会社
- 岩倉化学工業株式会社
- イワクラホーム株式会社
- 岩倉建材株式会社
- 岩倉海陸運輸株式会社
- イワクラインダストリー株式会社
- デノン工業株式会社
- 岩倉緑化産業株式会社